# Veszprém KSE
Maillots
Actualités
Dernière mise à jour : 18 juin 2025.
Le Veszprémi Kézilabda Sport Egyesület (en français Association sportive masculine de handball de Veszprém) est un club de handball situé dans la ville de Veszprém en Hongrie. Il s'agit du club masculin de handball le plus titré de Hongrie avec 29 championnats de Hongrie et 31 coupes de Hongrie remportés. Le club évolue en première division depuis 1981 et participe régulièrement à la Ligue des champions, atteignant 4 fois la finale de la compétition.

## Histoire

### Parcours
Le club est fondé en 1977 et se hisse dès 1981 au plus haut niveau du handball hongrois. Depuis ce temps, le club a toujours terminé sur le podium du championnat, ce qui lui a permis de participer pour la première fois à la Coupe d'Europe dès 1982, où après s'être défait des Turcs du Yenişehir SK, le club est éliminé par le club soviétique du CSKA Moscou, futur vainqueur de la compétition.
Faisant donc face aux grosses cylindrées de l'époque telles que le Budapest Honvéd ou encore le Tatabánya KC, Veszprém réussit à décrocher son premier titre en 1984, remportant la Coupe de Hongrie face au Tatabánya KC puis son premier titre de champion de Hongrie en 1985.
Après plusieurs deuxièmes places, Veszprém prend les commandes du handball hongrois au début des années 1990, et accapare Coupes et titres de champion, au grand désespoir de ces principaux rivaux, tels que le SC Pick Szeged ou encore le Dunaferr HK. Si ces derniers parviennent toutefois à remporter quelques titres, Veszprém est tout même au-dessus du lot puisqu'il n'a plus été détrôné de son titre de Champion de Hongrie depuis 2007, restant d'ailleurs invaincu entre mai 2008 et octobre 2011, alors qu'en Coupe de Hongrie, le club a remporté toutes les éditions depuis 2008. 2008 marque aussi l'année où le club a élu domicile à la Veszprém Aréna.
Dans les compétitions européennes, là aussi le club de Veszprém est présent, ayant remporté deux fois la Coupe des coupes en 1992, face aux Allemands du TSV Milbertshofen et en 2008 face à un autre club allemand, le Rhein-Neckar Löwen.
Veszprém s'est également incliné par deux fois en finale de cette compétition en 1993 et en 1997 respectivement face à l'OM Vitrolles et face au Elgorriaga Bidasoa Irun.
Depuis plusieurs années, le Veszprém KSE développe ses ambitions dans la plus prestigieuse compétition en club, la Ligue des champions mais, le club subit la forte domination des clubs allemands du THW Kiel et du SG Flensburg-Handewitt et du HSV Hambourg mais aussi du célèbre club catalan du FC Barcelone.
Mais malgré ce constat, le club reste une des valeurs sûres du handball européen.
Accumulant les victoires, le club totalise un large palmarès, à savoir 22 titres de Champion de Hongrie, 23 fois vainqueur de la Coupe de Hongrie, une fois vainqueur de la Ligue SEHA, deux fois finaliste et deux fois vainqueur de la Coupe des coupes et deux fois finaliste de la Ligue des Champions.
Confronté à quelques ennuis financiers à la suite de la rétractation d'un des deux sponsors principaux (la banque MKB), le club prend la dénomination de MVM Veszprém à l'orée de la saison 2015-16 qui voit le débarquement d'Antonio Carlos Ortega de son poste d'entraîneur. Parmi les multiples raisons qui menèrent à cette éviction, Veszprém échoue à la coupe du monde des clubs (août 2015) tandis que la victoire et les dividendes associés avaient déjà été budgétisés par le Board.

### Drame du 8 février 2009
Le 8 février 2009, une partie de l'équipe du Veszprém KSE fête la naissance de la fille d'un de leur partenaire de club dans une boite de nuit de Veszprém. 
Une altercation avec une trentaine de personnes se produit : le pivot roumain Marian Cozma est mortellement blessé au cœur par un coup de couteau, le demi-centre Žarko Šešum souffre d'une fracture du crâne et le gardien Ivan Pešić a dû subir l'ablation d'un rein à la suite d'un coup de couteau à l'abdomen,. En 2011, un jugement a condamné à la prison à vie deux hongrois, Sandor Raffael et Gyozo Nemeth et d’une peine de 20 ans pour Ivan Stojka, également impliqué dans la rixe.
Voir aussi Veszprém stabbing (en) , A veszprémi késelés (hu)

## Palmarès
| Compétitions internationales | Compétitions nationales |
| - Ligue des champions - Finaliste (4) : 2002, 2015, 2016, 2019 - Coupe des vainqueurs de coupe (C2) - Vainqueur (2) : 1992, 2008 - Finaliste (2) : 1993, 1997 - Coupe du monde des clubs - Vainqueur (1) : 2024 (en) - Finaliste (2) : 2015 - Supercoupe d'Europe : - Finaliste (2) : 2002, 2008 - Ligue SEHA - Vainqueur (5) : 2015, 2016, 2020 (en), 2021 (en), 2022 (hu) | - Championnat de Hongrie - Vainqueur (29) : 1985, 1986, 1992, 1993, 1994, 1995, 1997, 1998, 1999, 2001, 2002, 2003, 2004, 2005, 2006, 2008, 2009, 2010, 2011, 2012, 2013, 2014, 2015, 2016, 2017, 2019, 2023, 2024, 2025 - Deuxième (12) : 1981, 1983, 1987, 1989, 1990, 1991, 1996, 2000, 2007, 2018, 2021, 2022 - Coupe de Hongrie - Vainqueur (31) : 1984, 1988, 1989, 1990, 1991, 1992, 1994, 1995, 1996, 1998, 1999, 2000, 2002, 2003, 2004, 2005, 2007, 2009, 2010, 2011, 2012, 2013, 2014, 2015, 2016, 2017, 2018, 2021, 2022 (en), 2023, 2024 - Finaliste (11) : 1982, 1983B, 1986, 1987, 1993, 1997, 2001, 2006, 2008, 2019, 2025 |

### Records
Les records du club sont :
- Championnat de Hongrie
  - 29 fois vainqueur

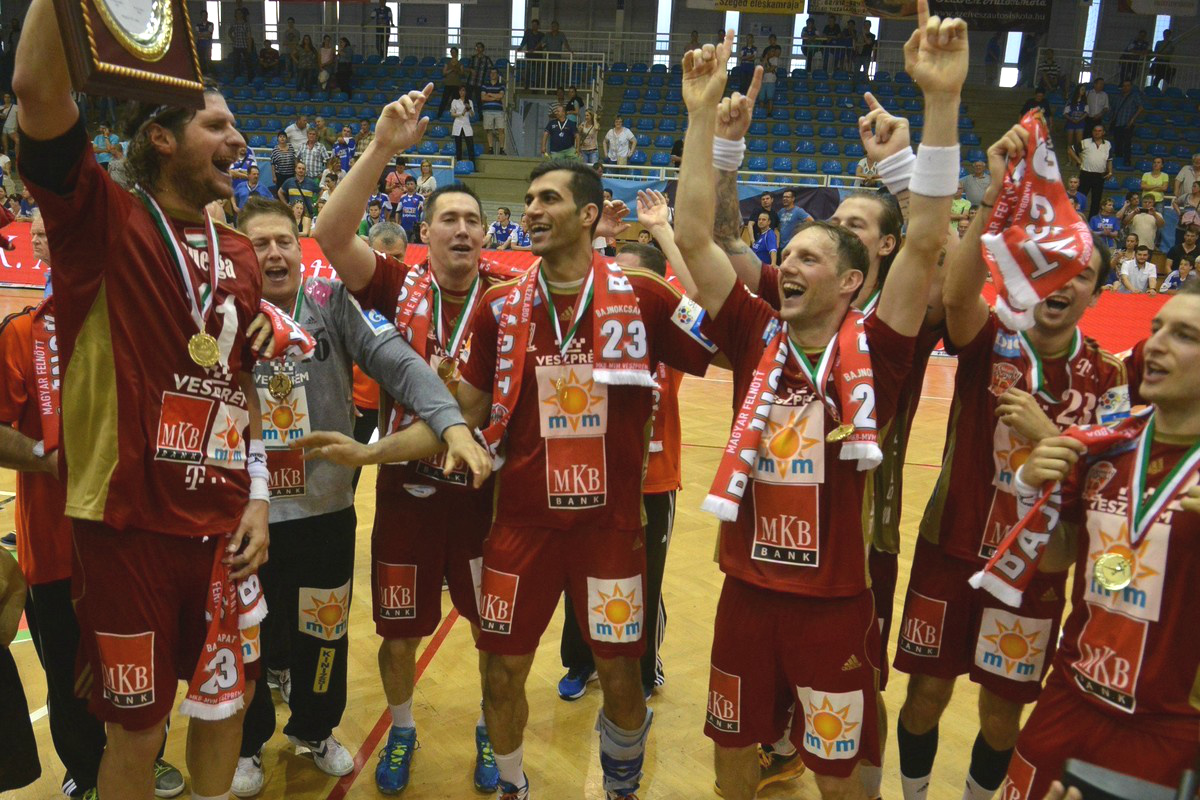
Les joueurs célèbrent leur titre de champion en 2015.

  - 10 fois champion d'affilée entre 2008 et 2017
  - Invaincu entre mai 2008 et octobre 2011
- Coupe de Hongrie
  - 31 fois vainqueur
  - 10 fois vainqueur d'affilée entre 2009 et 2018

### Parcours détaillé saison par saison
| Saison    | Championnat        | Coupe     | International*     |
| --------- | ------------------ | --------- | ------------------ |
| 1978-1979 | 1re place (Div. 3) | ?         | -                  |
| 1979-1980 | 1re place (Div. 2) | ?         | -                  |
| 1980-1981 | 2e place           | 3e place  | -                  |
| 1981-1982 | 3e place           | Finaliste | -                  |
| 1982-1983 | 2e place           | Finaliste | C1 : 1/8 de finale |
| 1983-1984 | 3e place           | Vainqueur | -                  |
| 1984-1985 | Champion           | ?         | C2 : 1/8 de finale |
| 1985-1986 | Champion           | Finaliste | C2 : 1/2 de finale |
| 1986-1987 | 2e place           | Finaliste | C1 : 1/8 de finale |
| 1987-1988 | ?                  | Vainqueur | C1 : 1/8 de finale |
| 1988-1989 | 2e place           | Vainqueur | C2 : 1/4 de finale |
| 1989-1990 | 2e place           | Vainqueur | C2 : 1/2 de finale |
| 1990-1991 | 2e place           | Vainqueur | C2 : 1/2 de finale |
| 1991-1992 | Champion           | Vainqueur | C2 : Vainqueur     |
| 1992-1993 | Champion           | Finaliste | C2 : Finaliste     |
| 1993-1994 | Champion           | Vainqueur | C1 : 1/8 de finale |
| 1994-1995 | Champion           | Vainqueur | C1 : 1/4 de finale |
| 1995-1996 | 2e place           | Vainqueur | C1 : 1/4 de finale |
| 1996-1997 | Champion           | Finaliste | C2 : Finaliste     |
| 1997-1998 | Champion           | Vainqueur | C1 : 1/4 de finale |
| 1998-1999 | Champion           | Vainqueur | C1 : 1/4 de finale |
| 1999-2000 | 2e place           | Vainqueur | C1 : 1/4 de finale |
| 2000-2001 | Champion           | Finaliste | C2 : 1/4 de finale |
| 2001-2002 | Champion           | Vainqueur | C1 : Finaliste     |
| 2002-2003 | Champion           | Vainqueur | C1 : 1/2 de finale |
| 2002-2003 | Champion           | Vainqueur | SE : finaliste     |

| Saison    | Championnat                         | Coupe                               | International*      |
| --------- | ----------------------------------- | ----------------------------------- | ------------------- |
| 2003-2004 | Champion                            | Vainqueur                           | C1 : 1/4 de finale  |
| 2004-2005 | Champion                            | Vainqueur                           | C1 : 1/4 de finale  |
| 2005-2006 | Champion                            | Finaliste                           | C1 : 1/2 de finale  |
| 2006-2007 | 2e place                            | Vainqueur                           | C1 : 1/4 de finale  |
| 2007-2008 | Champion                            | Finaliste                           | C2 : Vainqueur      |
| 2007-2008 | Champion                            | Finaliste                           | SE : finaliste      |
| 2008-2009 | Champion                            | Vainqueur                           | C1 : 1/4 de finale  |
| 2009-2010 | Champion                            | Vainqueur                           | C1 : 1/4 de finale  |
| 2010-2011 | Champion                            | Vainqueur                           | C1 : 1/8 de finale  |
| 2011-2012 | Champion                            | Vainqueur                           | C1 : 1/8 de finale  |
| 2012-2013 | Champion                            | Vainqueur                           | C1 : 1/4 de finale  |
| 2013-2014 | Champion                            | Vainqueur                           | C1 : 4e place       |
| 2014-2015 | Champion                            | Vainqueur                           | C1 : Finaliste      |
| 2015-2016 | Champion                            | Vainqueur                           | C1 : Finaliste      |
| 2015-2016 | Champion                            | Vainqueur                           | CM : Finaliste      |
| 2016-2017 | Champion                            | Vainqueur                           | C1 : 3e place       |
| 2017-2018 | Finaliste                           | Vainqueur                           | C1 : 1/8 de finale  |
| 2018-2019 | Champion                            | Finaliste                           | C1 : Finaliste      |
| 2019-2020 | Non terminés à cause de la Covid-19 | Non terminés à cause de la Covid-19 | C1 : 4e place       |
| 2020-2021 | Finaliste                           | Vainqueur                           | C1 : 1/4 de finale  |
| 2021-2022 | Finaliste (en)                      | Vainqueur (en)                      | C1 : 4e place       |
| 2022-2023 | Vainqueur (hu)                      | Vainqueur                           | C1 : 1/4 de finale  |
| 2023-2024 | Vainqueur (en)                      | Vainqueur (en)                      | C1 : 1/4 de finale  |
| 2024-2025 | Vainqueur                           | Finaliste                           | C1 : 1/4 de finale  |
| 2024-2025 | Vainqueur                           | Finaliste                           | CM : Vainqueur (en) |
| 2025-2026 | à venir                             | à venir                             | C1 : à venir        |
| 2025-2026 | à venir                             | à venir                             | CM : à venir (en)   |

* Coupe d'Europe : C1 = Coupe des clubs Champions/Ligue des champions, C2 = Coupe des Vainqueurs de Coupe, SE = Supercoupe d'Europe ; CM = Coupe du Monde

## Effectif actuel 2023-2024

### Transferts

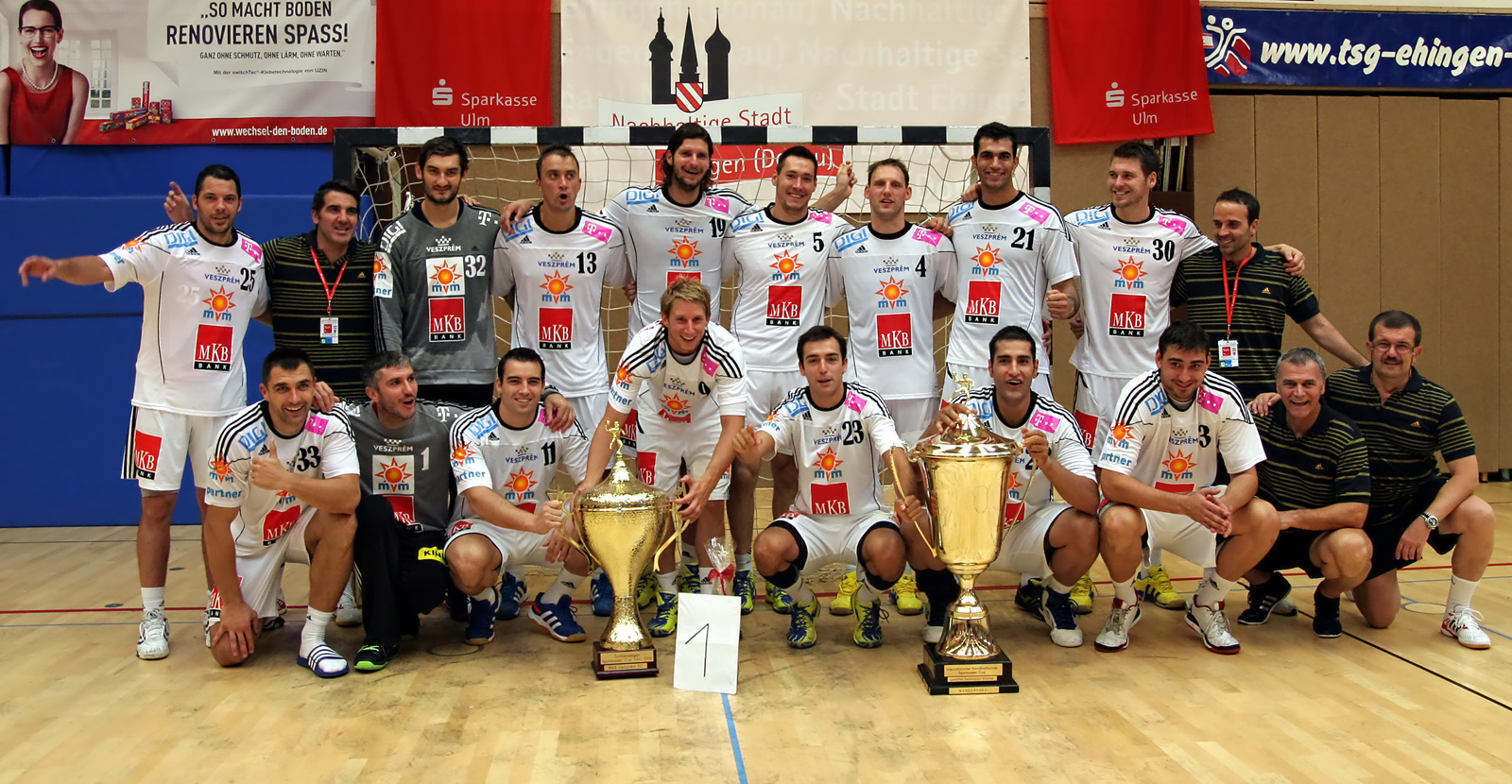
MKB Veszprém, vainqueur de la Sparkassen-Cup en 2013

| Année    | Nom                | Poste          | Provenance/Destination |
| -------- | ------------------ | -------------- | ---------------------- |
| Arrivées |                    |                |                        |
| 2025     | Ahmed Hesham       | arrière gauche | Montpellier Handball   |
| 2025     | Thiagus dos Santos | défenseur      | FC Barcelone           |
| 2025     | Ali Zein           | arrière gauche | Dinamo Bucarest        |
| 2025     | Yanis Lenne        | ailier droit   | Montpellier Handball   |
| 2025     | Ahmed Mesilhy      | pivot          | Al Ahly SC             |
| Départs  |                    |                |                        |
| 2025     | Kristóf Palasics   | gardien de but | MT Melsungen           |
| 2025     | Aron Pálmarsson    | arrière gauche | fin de carrière        |
| 2025     | Sergueï Kossorotov | arrière gauche | Wisła Płock            |
| 2025     | Agustín Casado     | demi-centre    | Montpellier Handball   |
| 2025     | Ludovic Fabregas   | pivot          | FC Barcelone           |

## Trophées individuels
Plusieurs joueurs du club ont été élus meilleurs handballeurs de l'année en Hongrie :
- 1993 –  József Éles
- 1994 –  György Zsigmond
- 1995 –  István Gulyás
- 1996 –  István Pásztor
- 1997 –  József Éles
- 1998 –  János Szathmári
- 1999 –  István Pásztor
- 2001 –  István Pásztor
- 2002 –  Arpad Šterbik
- 2003 –  Carlos Pérez
- 2004 –  Carlos Pérez
- 2005 –  Carlos Pérez
- 2006 –  Gyula Gál (en)
- 2008 –  Tamás Iváncsik
- 2010 –  Gergő Iváncsik
- 2011 –  Carlos Pérez
- 2012 –  Gábor Császár
- 2013 –  László Nagy
- 2014 –  Roland Mikler
- 2015 –  László Nagy
- 2016 –  László Nagy
- 2017 –  Máté Lékai

## Personnalités liées au club

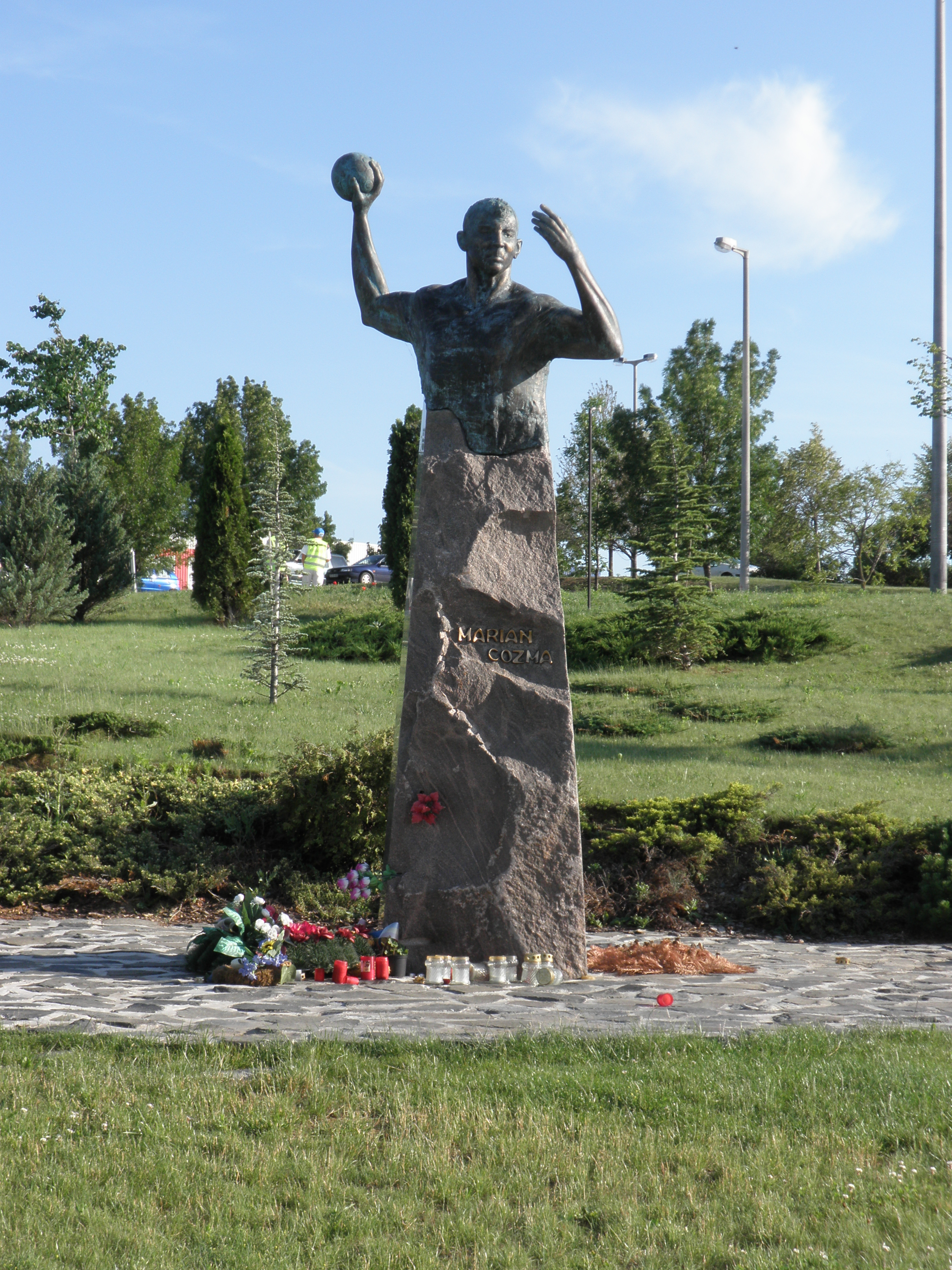
Statue commémorative de Marian Cozma

- Le numéro 3 a été retiré en l'honneur de l'ailier droit hongrois Péter Gulyás ;
- Le numéro 4 a été retiré en l'honneur de l'ailier gauche hongrois Gergő Iváncsik ;
- Le numéro 6 a été retiré en l'honneur de l'arrière gauche/demi-centre hongrois József Éles ;
- Le numéro 7 a été retiré en l'honneur du demi-centre hongrois István Gulyás ;
- Le numéro 8 a été retiré en l'honneur du pivot roumain Marian Cozma, tragiquement décédé (cf. ci-dessus)
- Le numéro 10 a été retiré en l'honneur de l'arrière droit cubain naturalisé hongrois Carlos Pérez, au club entre 1997 et 2013 ;
- Le numéro 11 a été retiré en l'honneur de l'arrière gauche hongrois István Csoknyai ;
- Le numéro 14 a été retiré en l'honneur du pivot hongrois György Zsigmond.

### Joueurs célèbres
Parmi les anciens jouers célèbres du club, on trouve notamment :
- William Accambray : de 2017 à 2018
- Mirko Alilović : de 2011 à 2018
- Marian Cozma : de 2006 à 2009†
- Gábor Császár : de 2010 à 2013
- / Ivo Díaz : de 1999 à 2005
- Mirza Džomba : de 2001 à 2004
- József Éles : de 1991 à 2003
- Nándor Fazekas : de 1994 à 1997, de 1998 à 2004 et de 2009 à 2014
- Dragan Gajić : de 2016 à 2020
- Gyula Gál (en) : de 2001 à 2009
- Slavko Goluža : de 2003 à 2004
- Momir Ilić : de 2013 à 2019
- Ferenc Ilyés : de 2007 à 2009 et 2011 à 2012
- Rasmus Lauge : de 2019 à 2023
- Kiril Lazarov : de 2002 à 2007
- Roland Mikler : de 2014 à 2019
- Bjarte Myrhol : de 2005 à 2006
- László Nagy : de 2012 à 2019
- Aron Pálmarsson : de 2015 à 2017
- / Carlos Pérez : de 1997 à 2013
- Timuzsin Schuch : de 2011 à 2018
- Žarko Šešum : de 2007 à 2010
- Vlado Šola : de 2004 à 2006
- // Arpad Šterbik : de 2001 à 2004 et de 2018 à 2020
- Manuel Štrlek : de 2016 à 2023
- Renato Sulić : de 2004 à 2005 et 2011 à 2018
- Mirsad Terzić : de 2009 à 2020
- Rolando Uríos : de 1997 à 1998
- Marko Vujin : de 2006 à 2012

### Entraîneurs
Parmi les entraîneurs du club, on trouve :
- Attila Joósz : de 1991 à 1995
- Zdravko Zovko : de 2000 à 2007
- Lajos Mocsai : de 2007 à 2012
- Antonio Carlos Ortega : de 2012 à septembre 2015
- Xavi Sabaté (en) : d'octobre 2015 à 2017
- Ljubomir Vranjes : de 2017 au 1er octobre 2018
- David Davis : du 9 octobre 2018 à 2021
- Momir Ilić : de 2021 à 2024
- Xavi Pascual : depuis 2024

## Infrastructure
Depuis 2008, le club a élu domicile à la Veszprém Aréna, une salle ayant une capacité de 5 000 places.